# Oryzopsis barbellata
Oryzopsis barbellata är en gräsart som först beskrevs av Carl Christian Mez, och fick sitt nu gällande namn av Norman Loftus Bor. Oryzopsis barbellata ingår i släktet Oryzopsis och familjen gräs. Inga underarter finns listade i Catalogue of Life.